# Logone-et-Chari
Le Logone-et-Chari est un département du Cameroun situé dans la région de l'Extrême-Nord. Son chef-lieu est Kousséri.

## Organisation communale
Le département est découpé en dix arrondissements et/ ou communes :
- Blangoua
- Darak
- Fotokol
- Goulfey
- Hile-Alifa
- Kousséri
- Logone-Birni
- Makary
- Waza
- Zina

### Sources
- Décret no 2007/115 du 13 avril 2007 et décret no 2007/117 du 24 avril 2007